# جايسون فرينش
جايسون فرينش هو لاعب كرة القدم الكندية كندي، ولد في 7 أبريل 1978 في مونتريال في كندا.